# New Lenox, Illinois
New Lenox là một làng thuộc quận Will, tiểu bang Illinois, Hoa Kỳ. Năm 2010, dân số của làng này là 24394 người.

## Dân số
Dân số qua các năm:
- Năm 2000: 17771 người.
- Năm 2010: 24394 người.